# Атлантида (Жиров)
«Атланти́да» — название двух книг советского химика Н. Ф. Жирова, опубликованных в 1957 и 1964 годах Географгизом (впоследствии издательство «Мысль»), в которых последовательно описывалась авторская концепция существования Атлантиды в Атлантическом океане и геологического доказательства правоты предания Платона.
Интересуясь Атлантидой с юности, Н. Ф. Жиров смог заняться изучением атлантологических трудов, лишь выйдя на пенсию по инвалидности в 1950 году. Познакомившись по переписке с И. А. Ефремовым, Жиров решился оформить свои построения. При помощи Ефремова и ряда других специалистов, в 1956 году Жиров организовал обсуждение вопроса о существовании Атлантиды в журнале «Техника — молодёжи», и параллельно стал печататься в английском журнале Atlantis, где поместил в общей сложности шестнадцать своих статей и заметок. Благодаря протекции академика геолога В. А. Обручева, рукопись научно-популярной книги «Атлантида» была принята Географгизом без внутреннего рецензирования, и вышла в свет в 1957 году, получив существенный резонанс в обществе. Рецензии профессиональных историков и археологов (С. Я. Лурье, Ю. В. Кнорозова, А. А. Формозова) были разгромными.
В 1964 году в том же издательстве вышла большая книга «Атлантида. Основные проблемы современной атлантологии», претендующая на всестороннее рассмотрение проблемы. Н. Ф. Жиров привлёк большой материал по геологии, географии, геофизике и океанологии, книга богато иллюстрирована картами, схемами и графиками. Претендуя на создание новой науки, автор рассмотрел только для Европы и Средиземноморья 9 морских и 16 континентальных локализаций Атлантиды. Негативные рецензии на сей раз выпустили профессиональные геологи и океанологи, в 1965—1966 годах прошла дискуссия в журнале «Земля и Вселенная», итогом которой стало редакционное заявление, что аргументы противников атлантологии представляются обоснованными и дискуссия на этом закрывается. Тем не менее, «Атлантида» была переведена на английский язык и вышла в издательстве «Мысль» в год смерти автора (1970).
В конце 1990-х годов возникло Русское общество по изучению проблем Атлантиды, занятое, преимущественно, оккультной деятельностью. Одной из целей организации было заявлено создание Музея Атлантиды имени Н. Ф. Жирова; «Основные проблемы атлантологии» были переизданы под эгидой Общества в 2004 году фирмой «Вече».

## История атлантологических штудий Н. Ф. Жирова
В 1953 году Николай Феодосьевич Жиров начал переписку с палеонтологом и писателем И. А. Ефремовым. Жирова заинтересовала историчность предметов (скифской пряжки с изображением ископаемого саблезуба и статуи девушки), описанных в повести «На краю Ойкумены». Вероятно, планов на написание научного трактата у Жирова ещё не было, так как, судя по контексту (часть переписки утрачена или не опубликована) Николай Феодосьевич предлагал Ефремову написать роман об Атлантиде. В ответ Иван Антонович предложил осуществить этот проект самому Жирову («материал собрался и желание есть»). Ноябрьская переписка 1953 года посвящалась обсуждению исторических и археологических «несоответствий», когда в медных рудниках Восточного Казахстана, датированных II—I тысячелетиями до н. э. находили египетские ожерелья или что на Бали имеется храм, где изображения слонов точно воспроизводят ротовой аппарат мастодонтов. В декабре 1955 года Н. Ф. Жиров активно работал над атлантологическими материалами и направил Ефремову рукопись большой статьи — первого варианта сводной аргументации по собственной теории. К письму от 23 декабря 1955 года был приложен план монографии в двух частях и 23 главах. Первая часть вчерне уже была написана, она посвящалась мифам, легендам и гипотезам, включая главы «Пришлые боги-цивилизаторы» и «Гипотеза космического льда». Во второй части (главы с 14 по 23) были написаны главы о строении дна Атлантического океана и собирался материал по остальным, включая гуанчей, «потомков атлантов» и Пацифиде.
В переписке февраля 1956 года Жиров упоминал, что рукопись статьи, которая находилась на рецензии у Ефремова, является третьим вариантом «Атлантиды»: первый — «совсем сырой» — был отвергнут редакцией журнала «Природа» без обоснования; второй вариант, отправленный академику В. А. Обручеву, вызвал ответ, что геологическая аргументация не вызывает протестов. По совету Обручева Жиров направил рукопись «Великие трансгрессии антропогена. Атлантида» в географо-геологическое отделение АН СССР, и 2 июня 1956 года сообщал Ефремову, что манускрипт передан в Географгиз для опубликования. 5 июня И. А. Ефремов уточнял, что «геологический уклон — сенсационнее», но научный костяк научной работы об Атлантиде должен быть историческим. Одновременно Иван Антонович предложил журналам «Техника — молодёжи» и «Пионер» опубликовать подборки материалов Жирова, а рукопись «Атлантиды» направил на рецензию антиковеду С. Я. Лурье.
6 июня 1956 года Жиров жаловался, что на его рукопись дал крайне жёсткий отзыв Ю. В. Кнорозов («никакой Атлантиды не было»), и не соглашался с «оценкой геологической и исторической стороны проблемы Атлантиды». Николай Феодосьевич настаивал, что должно быть принципиально решено, существовал ли материк, описанный у Платона, и затонул ли он в описанное Платоном время. Ответ на все эти вопросы может дать только геология. Напротив, самыми скептически настроенными к Атлантиде являются историки, этнографы и антропологи. В письме 4 сентября того же года Жиров извещал Ефремова, что материалы дискуссии об Атлантиде выйдут как минимум в трёх номерах «Техники — молодёжи»; рукопись «Атлантиды» Географгизом была включена в издательский план на 1957 год без рецензирования, на основании мнения В. А. Обручева; объём книги (автор называл её «брошюрой») должен был составить 6 печатных листов; редакция просила структурировать содержание, разбитое автором на шесть глав. 21 сентября Ефремов сообщал, что Лурье прислал разгромное письмо с огромным количеством замечаний, адресовав его Ивану Антоновичу, «чтобы не огорчать Жирова». В письме 28 февраля 1957 года Жиров выражал недовольство позицией Ефремова, занятой в осенней дискуссии, но опровержений писать не стал, считая, что все аргументы уже вошли в выпускаемую Географгизом книгу. Благодарность Ефремова за авторский экземпляр книги пришло 5 мая. 10 мая переписка возобновилась: С. Я. Лурье, не отвечая за контраргументы Жирова, прислал раздражённое письмо в редакцию «Техники — молодёжи» с разбором статьи Ефремова, как дилетантской и невежественной. 31 мая Иван Антонович предложил Жирову выписать для него какие-либо атлантологические издания из заграницы: Ефремову представилась оказия на заказ «книг и журналов по научной фантастике», среди которых «могут проскочить и кое-какие книги по другой тематике». В феврале — марте 1958 года Жиров и Ефремов переписывались по вопросу книги Юргена Шпанута (Жирову прислали ненужный ему французский перевод — он располагал немецким оригиналом). Николай Феодосьевич причислял Шпанута к категории атлантологов, которые игнорируют «самую достоверную часть предания Платона» — расположение Атлантиды в Атлантическом океане. В письме 9 марта Жиров ругал книгу Спрэг де Кампа «Затерянные континенты» из-за того, что автор собрал «огромное количество атлантологического мусора» и на этом основании делает вывод о полной псевдонаучности всех атлантологических работ.
В письме 30 декабря 1958 года Н. Ф. Жиров сообщал Ефремову, что «гонит на всех парусах» большую монографию «Проблема Атлантиды» — здоровье его непрестанно ухудшалось. Издание «Проблемы Атлантиды» затормозилось, а Жиров больше не имел возможности заказывать новейшие реферативные журналы из Ленинской библиотеки по месту своей прежней работы. В 1961 году он едко комментировал рецензию Ю. В. Кнорозова в журнале «Советская этнография», называя её «смрадом времён культа личности». Жиров беспокоился, что Географгиз может направить его рукопись на рецензию в Институт этнографии, где работал Кнорозов. В результате были «приняты меры»: из книги были выброшены все историко-этнические главы, «чтобы не давать пищу для недобросовестных и схоластических критиков». В этом же письме упоминается о публикациях Жирова в английском журнале «Атлантис». 27 апреля 1964 года была закончена вторая вёрстка монографии «Атлантида. Основные проблемы атлантологии» — из-за превышения себестоимости издания по сравнению с плановой, из вёрстки были выброшены справочные таблицы, авторский и предметный указатели. Чуть раньше, 22 апреля в Ленинграде состоялась дискуссия о существовании и гибели Атлантиды, на которой доклад Жирова, не имевшего возможности покидать своей квартиры, зачитал глава географо-геологической секции Дома учёных А. Ф. Лактионов.
Тираж «Атлантологии» Н. Ф. Жирова вышел в апреле 1965 года и мгновенно исчез из продажи. Ефремов просил 29 апреля экземпляр для его коллеги-геолога из США, и получил его, обещая возместить, если найдёт книгу у букинистов-перекупщиков. В новогоднем поздравлении Ефремову 1968 года Жиров хвалился румынским переводом «Атлантиды», а также готовящимися в Москве английским и французским переводами. Последнее новогоднее поздравление 1969 года содержит жалобы на то, что физическое состояние Николая Феодосьевича позволяет вести только «растительный образ жизни», что делает совершенно невозможной любую интеллектуальную деятельность.

## Дискуссия в «Техника — молодёжи» 1956 года
Дискуссия по вопросу существования Атлантиды проходила на страницах журнала «Техника — молодёжи» (номера с девятого по двенадцатый). Её начало было оформлено как ответ на запрос студенток МГУ, узнавших об атлантологических исследованиях В. Я. Брюсова. Вдова поэта Иоанна Матвеевна передала для публикации выписки Валерия Яковлевича о Платоне, а также поведала о визите к ним Бальмонта после его поездки в Мексику. В комментарии Н. Жирова, озаглавленном «Что говорит океанология?», представлено обоснование океанской локализации Атлантиды, с упором на её расположение в районе Азорского подводного плато. В поддержку своей версии Н. Ф. Жиров привлекал авторитет В. А. Обручева, а также данные мифологии американских индейцев, ссылаясь на труды Брассёра де Бурбура и Ле Плонжона.
В ноябрьском номере к дискуссии подключился профессор И. А. Ефремов, который сразу же заявил, что эта история содержит слишком много несообразностей и анахронизмов, и, следовательно, «платоновская Атлантида во всех её подробностях никогда не существовала». Это не означает несуществования рационального ядра — то есть действительного центра древней цивилизации, локализация и отождествление которой открыты для интерпретаций. В то же время палеонтология уже отвергла гипотезу острова-моста между Европой и Америкой. Более предпочтительна, по мнению И. Ефремова, средиземноморская локализация Норова и Карножицкого, но геологи отрицали сколько-нибудь серьёзные подвижки земной коры в этом регионе в последние сто тысяч лет. Для возможного объяснения черт сходства цивилизаций Америки и Старого Света достаточно гипотезы прямых трансокеанских сообщений. В заключительном номере, посвящённом дискуссии, также был напечатан комментарий специалиста по исторической географии Екатерины Хагемайстер, в котором гибель Атлантиды увязывалась с гипотезами о завершении последнего ледникового периода и рассуждением, что проникновение Гольфстрима в Арктику началось сравнительно поздно, как если бы течению препятствовал массив суши («две сложные проблемы нашей Земли поясняют друг друга»). Далее профессор Н. Ветчинкин представил подсчёты размера астероида, который мог бы стать причиной гибели Атлантиды, рассуждая, что подобные катастрофы могли происходить неоднократно в геологической истории Земли. Также было напечатано письмо студента-географа М. Плама, который отождествлял Атлантиду с Америкой, полагая, что даже если геологическая Атлантида и существовала, она погибла задолго до того, как обитатели Европы и Центральной Америки достигли высокого уровня цивилизации. В редакционном заключении подчёркивалось, что в дискуссии участвовали сторонники разных научных точек зрения, за исключением «мистиков и ясновидцев», и проблема Атлантиды остаётся для науки нерешаемой.

## «Атлантида» 1957 года
Пропагандой «Атлантиды» активно занимался Эджертон Сайкс — английский дипломат и мистик, издатель журнала Atlantis, который активно публиковал разнообразные материалы Н. Ф. Жирова. Ввиду того, что он не владел русским языком, в журнале была помещена краткая аннотация с перечислением шести глав книги: 1. «Платоновская история»; 2. «Прочие мифы и легенды»; 3. «Атлантида как геологическая реальность»; 4. «Атлантида и ледниковый период»; 5. «Атлантида и историческая этнография»; 6. «Заключение». Сайкс отмечал, что книга весьма информативна, основана на более чем восьмидесяти источниках на русском языке и шестидесяти на других языках, в том числе таких, о которых было неизвестно ему самому. «Остаётся только сожалеть, что наиболее серьёзная в своём роде работа недоступна англоязычным читателям».
В ноябрьском выпуске того же журнала за 1957 год напечатали реферат «Атлантиды». В предисловии подчёркнуто, что по специальности автор является химиком, и стремился подойти к проблеме Атлантиды с позиции точных наук, но «но без лицемерного критицизма», свойственного узким специалистам. Жиров категорически заявлял, что проблема Атлантиды должна рассматриваться прежде всего с геологической точки зрения: «Если геологическое существование Атлантиды невероятно, то проблемы нет и Атлантида — абсолютная фикция». История изучения Атлантиды геологами является борьбой двух научных школ — принимающих и опровергающих дрейф материков и изменчивость океанских впадин. Легенда, изложенная Платоном, демонстрирует величайшую трансгрессию океана в четвертичном периоде, вызванной погружением горных хребтов, образованных в конце третичного периода. Трансгрессия имела глобальный характер, и привела к затоплению не только Атлантиды, но и Лемурии в Индийском океане и Пацифиды в Тихом океане. Эта трансгрессия подтверждается существованием подводных каньонов во всех океанах. Исследование текстов Платона опровергает локализацию Атлантиды в Америке, Африке, Испании или Средиземноморье. Платон точно помещает Атлантиду в Атлантический океан, «и знает о существовании Америки». Трансокеанская связь Старого и Нового света существовала и до, и после Платона, и не вызывает сомнений. «Автор настоящей статьи считает весьма вероятным, что Вотан, древний герой индейцев майя, известный также как Кецалькоатль, переселился в Центральную Америку с Крита в конце второго тысячелетия до н. э.» Древний Тартесс, по-видимому, являлся царством Эвмелы, упоминаемого Платоном, частично затонул в исторические времена, чем и объяснялись неудачные раскопки А. Шультена. Территория Атлантиды, реконструируемая Н. Ф. Жировым, не превышала одного миллиона квадратных километров, меридиональная протяжённость около 2000 км, а широтная — порядка 500 км. Упоминание пальм означает, что она располагалась южнее 25-й северной параллели. Население составляло около 6 млн человек, исходя из сообщений Платона о численности армии атлантов. «Но поскольку афино-атлантическая война несомненно, была патриотическим вымыслом Платона, постольку описание праафинского государства явилось политическим вымыслом». По мнению Жирова, существуют некоторые параллели в платоновском рассказе и египетских источниках — «Книге мёртвых» и «Текстах пирамид». Суперцунами, возникшее после затопления Атлантиды, стало основой легенды о всемирном потопе во всех мировых культурах, но особенно у американских индейцев.
С этнографический точки зрения Атлантида была халколитической цивилизацией примерно на уровне развития додинастического Египта. Внимательное чтение Платона демонстрирует, что атланты не использовали кирпичной кладки и строительного раствора, их постройки были циклопическими и мегалитическими. Они использовали природные самородные металлы, но не знали металлургии и изготовления сплавов, используя каменные и медные инструменты, как индейцы Северной и Центральной Америки. Орихалк представляет собой природную латунь, которую высоко ценили древние египтяне. Примитивная металлургия возникла при выжигании железных руд для приготовления красной краски для погребального ритуала; подобные находки относятся ещё ко времени палеолита. Вполне возможно, что Атлантида являлась одним из центров сапиентизации, имея для этого все условия. Таким образом, афино-атлантская война могла быть войной кроманьонцев и носителей так называемой капильской культуры. Однако никаких археологических доказательств этого нет и сама война Афин и Атлантиды — это самая сомнительная часть платоновской легенды. Атлантида является сухопутным мостом между Европой и Америкой, и первые обитатели Американского континента были палеолитическими выходцами из Атлантиды, палеоазиаты прошли через Берингию намного позже. Великие вулканические извержения, землетрясения и затопления до и после гибели Атлантиды стали причиной первых великих переселений народов в мезолите.
В своей рецензии историк-майянист Ю. В. Кнорозов сразу же обозначил «атлантологию» как псевдонаучную дисциплину, наиболее видным пропагандистом которой в СССР является как раз Жиров. Рассматривая его аргументацию, Ю. Кнорозов отмечал крайнюю неравноценность источников, используемых Н. Жировым, в первую очередь из-за ссылок на устаревшие или фантастические теории авторов XIX века. Геологическая аргументация не вызывает протестов, и вполне вероятно, что «в Атлантическом океане был материк и этот материк погиб сравнительно недавно. Однако до сих пор подобных доказательств не обнаружено». Между тем, Н. Ф. Жиров использует любые аргументы в пользу того, что в диалогах Платона «Тимей» и «Критий» описан именно этот предполагаемый материк. Кнорозов указывает, что Н. Жиров дезориентирует своих читателей, утверждая, что «Критий» специально посвящён преданию об Атлантиде. Напротив, Платона «как философа чрезвычайно интересовал вопрос о наилучшем государственном устройстве, которое обеспечивало бы внутреннее благоденствие и давало возможность успешно противостоять врагам», и взгляды мыслителя на государство изложены в трёх примыкающих друг к другу текстах «Государства», «Тимея» и «Крития». То есть в античной традиции вообще не существовало исторического предания об Атлантиде, хотя Платон и мог иметь «какие-то смутные сведения о минойской державе». При этом Н. Ф. Жиров вообще не подвергает платоновские диалоги критике, игнорируя имеющиеся комментарии к ним: отбрасывая баснословную древность Афин, он в неприкосновенности оставляет все сообщения Платона об атлантах. Сильное раздражение американиста вызвали ссылки Н. Ф. Жирова на предания о всемирном потопе у американских индейцев, в которых цитируются совершенно фантастические «переводы» Ле Плонжона. Множество иных ошибок содержится в ссылках на похоронный ритуал индейцев майя и другие культурные традиции. В методологическом отношении атлантологи являются приверженцами выведения всех цивилизаций из одного центра, как, например, панвавилонисты.
В письме от 6 января 1962 года, адресованном И. А. Ефремову, Жиров назвал аргументацию Кнорозова «выдержанной в духе литературоведов конца прошлого века»; его сильно задело отрицание всяких доколумбовых связей между Старым и Новым Светом. Критику Кнорозова Жиров назвал «высокомерной» и сетовал, что у того «под рукой имеется куча новейшей литературы, которую для обычного смертного достать невозможно». Также Жиров считал, что непосредственной причиной выпуска рецензии стало «вторжение» химика-атлантолога в «чужую епархию» — публикации в альманахе «На суше и на море».
В ведущих западных изданиях труд Жирова прошёл почти незамеченным. 25 января 1959 года Associated Press передало сообщение московского радио о публикации книги об Атлантиде. В комментарии Г. Томпсона данное сообщение было названо заслуживающим внимания, «особенно в свете недавней активности советских подводных лодок по картографированию дна Атлантического океана». Сообщение было настолько кратким, что Томпсону не удалось узнать имени «профессора Жирова», ничего не сообщалось о его источниках и методах.

## «Атлантида. Основные проблемы атлантологии» и дискуссия вокруг неё

### Содержание гипотезы
Извещение о выходе в свет новой монографии об Атлантиде Н. Ф. Жиров опубликовал в ноябрьском выпуске журнала Atlantis за 1958 год. В заметке говорилось, что автор подписал договор с Географгизом на издание объёмом 350—400 страниц. Приводилось оглавление (две части, 22 главы). Всех потенциальных читателей и атлантологов призывали присылать автору замечания, мнения и предложения, а также помогать со сбором малоизвестных фактов и доставкой в Москву атлантологической литературы, иллюстративного и картографического материала. Отдельно автор запрашивал, нужно ли снабжать каждую из глав аннотацией на английском языке.
В новой монографии, вышедшей в свет в 1964 году, Н. Жиров привлёк большой материал по геологии, географии, геофизике и океанологии (730 библиографических единиц), книга богато иллюстрирована картами, схемами и графиками. Претендуя на создание новой науки, автор рассмотрел только для Европы и Средиземноморья 9 морских и 16 континентальных локализаций Атлантиды, лично отдавая предпочтение азорскому варианту. Своей главной задачей Н. Ф. Жиров поставил придание атлантологии статуса отдельной научной дисциплины, находящейся в домене естественных наук, а не философии, литературы или фантастики и мистики. «Научная атлантология» Жирова опиралась на данные геологии, археологии, астрономии, историографии, астрофизики, океанологии, геофизики, вулканологии и иных дисциплин. Главной своей задачей Н. Ф. Жиров считал «установление взаимосвязи между возможностью существования и гибели в разных океанах крупных участков суши и даже материков и проблемой расселения и развития человечества». Согласно его постулату, атлантология — это раздел антропологии, изучающей биогеографию антропоцена. По Жирову, Атлантида — не единственный объект атлантологии, ибо на очереди «Гавайида, Западная и Восточная Пацифиды в Тихом океане и Лемурия в Индийском». В монографии 1964 года Н. Ф. Жиров обрисовал Атлантиду как меридионально расположенный материковый архипелаг, включающий три части — Азориду или Посейдониду, узкий южный остров Антилия и Экваториальные острова. Процесс погружения архипелага занял около пяти тысячелетий в два этапа, а последние остатки континента в окрестностях Азорских островов ушли под воду примерно в 1300—1200 годах до н. э. Самые южные отроги Атлантиды, вполне возможно, наблюдал ещё Ганнон. В той же книге 1964 года Жиров, провозглашая Атлантиду прародиной халколитической цивилизации, отверг миф Платона о войне Афин с Атлантидой, но заявил, что сутью платоновского предания является датировка гибели атлантического материка. Автор сам признавал, что его построения не имеют под собой твёрдой источниковой базы, но вероятность предложенных им умозаключений довольно велика.
Английский перевод, выпущенный в 1970 году издательством «Мысль», был несколько доработан автором. Уведомление об этом датировано январём 1968 года: удалось включить в библиографию новые публикации 1963—1967 годов, а также указатели, отсутствовавшие в издании 1964 года. Объём библиографии увеличился до 825 библиографических единиц, против 730 в русском издании.

### Рецензии
В интервью 1964 года, данном Кнорозовым интеллектуалу А. М. Кондратову (опубликовано в журнале «Знание — сила»), Юрий Валентинович начал с неоспоримости факта, что земная кора может опускаться и подниматься. Однако никаких прямых доказательств недавнего существования в Атлантике погибшего в исторические времена материка так никем и не представлено. Исторические сведения из индейских источников, которыми оперируют атлантологи, относятся к рубежу I—II тысячелетий нашей эры, не имея никакого отношения к Атлантиде. Все цитаты из иероглифических рукописей и книг «Чилам-Балам» являются плодом фантазии атлантологов. Повторил Кнорозов и свой тезис, что если атлантологи стремятся использовать научный метод, то им следовало бы начать с первоисточника — диалогов Платона, автор которых не являлся ни историком, ни собирателем древних преданий. Говоря о рациональном ядре в платоновских текстах, Ю. Кнорозов указывал на Северную Африку, где существует Атласское плато и племя, которое древние географы именовали атлантами, водятся в этих местах и слоны, несколько раз упоминаемые в «Тимее» и «Критии». «Противолежащим материком», расположенным к югу от Греции, является Африка, а не Америка. При критике многочисленных постулатов и числовых данных Н. Ф. Жирова, его имя ни разу не называлось.
В статье «Смелая научная мысль» археолог А. А. Формозов рассматривал деятельность энтузиастов атлантологов, криптозоологов, уфологов и прочих как проявление дилетантизма, даже если адепты псевдонауки являлись в своей области выдающимися учёными, как, например, Б. Ф. Поршнев. Сам А. Формозов, не считая себя компетентным в вопросах геологии, сосредоточился на использовании Н. Жировым исторических источников. Важнейшей особенностью методологии Н. Ф. Жирова стало то, что в книге 1964 года он отказался от всех платоновских сообщений (включая высокоразвитую цивилизацию XI тысячелетия до нашей эры), за исключением предания о погрузившейся в воды морские Атлантиде. «Научным такой подход никак не назовёшь». Историк А. В. Банников объяснял этот переход сугубо логическими причинами: Н. Ф. Жиров сам загнал себя в ловушку, делая акцент на уникальности цивилизации Атлантиды, возникшей в эпоху мезолита. Если атлантов окружали одни только дикие племена, то это полностью перечёркивало возможность сохранения памяти, даже в виде мифологических образов. Тем более сложный сюжет не мог сохраниться ко временам египетских жрецов.
Рецензию на «Атлантиду» в журнале «Природа» выпустил геофизик-геологоразведчик А. И. Рыбин (1920—2009). Он заявил, что атлантологи, в том числе Жиров, стремятся доказывать молодость океанических бассейнов, что опровергается так называемой «проблемой воды»: при относительно недавнем времени формирования океанов никак не объясняется, откуда взялась масса воды для их наполнения. Одно это доказывает глубочайшую древность океанов. Если принять правоту Азорской гипотезы, то при локальном наступлении или отступлении моря именно Азорское плато является границами максимально возможной Атлантиды. Впрочем, атлантология «не скоро сможет стать действительно научной дисциплиной». В 1967 году А. И. Рыбин рассмотрел и альтернативную локализацию Атлантиды в Средиземном море, в связи с новейшими публикациями А. Галанопулоса. С геологической точки зрения всё Средиземноморье крайне перспективно для поисков Атлантиды, ибо формировалось в буквальном смысле на глазах человечества. Окончательных выводов А. Рыбин не предлагал.
Сомнительность построений Н. Ф. Жирова о возможности единовременного катастрофического погружения обширного участка суши под воду была продемонстрирована во время дискуссии 1965—1966 годов на страницах журнала «Земля и Вселенная». Полемика началась с публикации рецензии географа А. В. Ильина, который отдав дань огромным усилиям автора и его эрудиции, подверг критике основные положения гипотезы. Материк Атлантида располагался в районе срединно-океанического хребта и погиб однономоментно, ибо это отвечает данным Платона в интерпретации Н. Ф. Жирова. Однако морфология морского дна данного района Атлантики не демонстрирует никаких существенных отличий от других участков океанической коры. Наличие же в районе Азорских островов крупных подводных гор со срезанной вершиной не доказывает идею катастрофического погружения, а опровергает её. Формирование таких вершин шло, по крайней мере, со времени мезозоя. Все районы Атлантиды Жирова сложены океанической корой, а не материковой. Более того, эти районы покрыты илом, образуемым отмиранием фораминифер, и характеризуемым чрезвычайно малой скоростью накопления: не более 2—4 см за тысячелетие. Имеющиеся данные позволяют судить, что в районах Атлантиды Жирова глубоководная геологическая ситуация не менялась существенно около 100 тысяч лет. По мнению А. В. Ильина, не существует никаких оснований помещать затонувшую землю в любую точку дна Атлантического океана. Более того, неясен и предмет атлантологии, ибо существуют высокоразвитые науки морской геологии и геотектоники, а также этнография и историческая наука. Даже если и возможно говорить о геологической Атлантиде, это будет не та Атлантида, существование которой обосновывал Н. Ф. Жиров.
Во втором номере того же журнала за 1966 год был напечатан ответ Н. Ф. Жирова и контраргументация Ильина с комментарием географа О. К. Леонтьева. В своём письме в редакцию Жиров разоблачал тенденциозность позиции его оппонента, ссылаясь на неназванных американских специалистов и работы И. А. Резанова. В ответе А. В. Ильина ещё раз отвергались аргументы Жирова, а его позиция о накоплении донных осадков в заливах материка названа «вполне оригинальной, но абсолютно бесплодной», ибо в заливах высокогорной страны превалируют терригенные осадки, не наблюдаемые на дне Атлантического океана. О. К. Леонтьев в своём комментарии сразу отметил, что не будет касаться исторических аргументов Жирова, и ещё раз привёл аргументы в пользу того, что данные морской геологии Атлантического океана не подтверждают выкладок «атлантологов», а также подтвердил академическую и этическую корректность рецензии и ответа А. В. Ильина. Леонтьев подсчитал, что если бы данные Жирова о погружении в течение одной ночи суши объёмом 3 миллиона кубических километров были верны, то это бы привело не к всемирному потопу, а снижению уровня Мирового океана на 7 метров из-за увеличения объёма океанской впадины, что ничем не подтверждается. Трансгрессии океана, связанные с ледниковыми и межледниковыми периодами, происходили в голоцене неоднократно, но, по сравнению с мифическими, имели весьма скромный по геологическим меркам масштаб. Редакционное предисловие объявляло, что выводы профессора Леонтьева представляются обоснованными и дискуссия на этом закрывается.
Несколько публикаций посвятил жировской аргументации погружения Атлантиды Л. А. Пухляков (1925—2006) — геолог, исследователь проблемы происхождения нефти и газа, работавший в Томском политехническом институте. В статье 1969 года констатировалось, что гипотеза опусканий континентов является в геологической науке одной из популярнейших. Однако, задействовав аргументацию Н. Ф. Жирова в обеих его книгах об Атлантиде, выясняется, что согласиться с его постановкой вопроса чрезвычайно трудно. Даже не являясь специалистом-антиковедом, Л. А. Пухляков отметил, что из анализа диалогов Платона совершенно не вытекает ни расположение Атлантиды в одноимённом океане, ни её опускание ниже уровня вод. Содержательно диалог посвящён Афинам и греческому войску, и если пытаться отыскать соответствия мифическому событию, то у Платона описано «самое обычное цунами». Подобное явление описано у Геродота: когда в 479 году до н. э. персы осадили Потидею, начался сильнейший и продолжительный отлив, чем осаждающие воспользовались, чтобы посуху захватить плохо укреплённую половину города. Но когда они прошли половину пути, налетела гигантская волна, увлекая за собой большую часть персидского войска. Геродот объяснил это явление тем, что Посейдон наказал персон, разрушивших его храм; потидейцы перебили остальных, получив явное знамение от высших сил. Если принять версию Жирова, предание никогда не смогло бы попасть ни к египтянам, ни к Платону, ибо все свидетели катастрофы неминуемо бы погибли. В монографии 1964 года погружение Атлантиды чрезвычайно растянуто, а последние следы суши посреди Атлантики исчезли чуть ли не к началу нашей эры — через 700 лет после фиксации предания Солона. Ещё более сомнительны утверждения Жирова, что предание об Атлантиде попало в Египет с народами моря, ибо их прародиной «были не какие-то таинственные острова в Атлантическом океане, а Спорады в Эгейском море». Пухляков согласен с отождествлением Геркулесовых столпов, сделанных А. Н. Карножицким — это западное устье Нила, а не Гибралтар и не Дарданеллы. Вообще для аргументации Жирова характерно выборочное отношение к древним текстам «о землях, которые неизвестно где располагались и сведения о которых неизвестно каким образом попали в распоряжение этих авторов».
В 1972 году Л. А. Пухляков рассмотрел гипотезу Жирова в контексте теоретических представлений о происхождении океанов. Исследователь отметил, что серьёзные исследователи избегали последовательных выступлений против атлантологов, чем эти последние и пользуются, «продолжают извлекать „доказательства“ своей концепции из самых невероятных умозаключений». Пухляков обратил внимание, что Н. Ф. Жиров ошибся, даже трактуя имя нимфы Калипсо, утверждая, что если по-древнегречески произносилось «Атлантида», то и принадлежавший ей остров Огигия и есть описанная Платоном Атлантида. При этом название острова в оригинале всё-таки «Атлантис», и он описан Платоном как очень крупный, тогда как мифическая Огигия — маленький островок где-то за Сциллой и Харибдой; отождествление их невозможно. У профессиональных антиковедов, не заинтересованных в Атлантиде, Огигия чаще помещалась на Гоцо. Примерно на том же уровне находятся и другие аргументы Жирова. Он связывал потепление в Европе с тем, что Атлантида перестала перекрывать путь Гольфстрима. Однако известно, что отложения дна Карибского моря свидетельствуют, что похолодание имело место в плейстоцене даже в местах, где Гольфстрим берёт своё начало. Л. А. Пухляков отметил, что Жировым приводятся самые разные доводы в пользу существования Атлантиды в Атлантическом океане и внезапного погружения её под уровень вод этого океана, которые на поверку не доказывают ничего. Сам геолог считал, что более обоснованной для объяснения источников предания Платона является эгейская гипотеза локализации Атлантиды, которая отождествляет остров Платона с крито-микенской цивилизацией и извержением вулкана Санторин. Возвращаясь к геологии, следует признать, что «при формировании морей и океанов главная роль принадлежит не вертикальным движениям земной коры, а горизонтальным. Так, считается доказанным, что Атлантический океан сформировался в результате того, что обе Америки в свое время оторвались от Старого Света и совершили перемещение на запад». Аналогичную природу имеют Средиземное и Красное моря, и Индийский океан. Все эти процессы завершились в глубоком прошлом, и говорить о серьёзных изменениях очертаний существующих континентов после появления человека нет оснований.

### После кончины Н. Ф. Жирова
В 1971 году в виде приложения к научно-популярной книге А. М. Кондратова «Тайны трёх океанов» вышла статья Жирова о проблеме Атлантиды и Атлантике. Статья почти исключительно посвящалась критике критиков «Атлантиды», которые обвинялись в некомпетентности за пределами своей узкой специализации и поверхностном знакомстве с проблемой в целом. Лично Кондратов отрицал существование каких-либо затонувших островов и континентов в Атлантическом океане, а Платона именовал создателем географической фантастики, опередившей современную научную фантастику на века. В ряде публикаций 1980-х годов А. М. Кондратов утверждал множественность затопленных участков суши, расположенных на континентальном шельфе, которые не имеют ни малейшего отношения к платоновскому мифу. Напротив, геологически бессмысленно искать затонувшие материки на океанском дне или на гребнях срединно-океанических хребтов. В обобщающей книге А. И. Рыбина «Атлантида как реальность. Исследование легенды» (1993) дана характеристика монографии Н. Ф. Жирова как псевдонаучного труда, в котором применяется произвольная аргументация, а предположения автора причудливы. Согласно Рыбину, Н. Жиров недалеко ушёл от мистиков-оккультистов, подавая свои «откровения» курсивом в тексте. Прямо заявляется, что прародители атлантов произошли независимо от остального человечества, и эта мысль проводится через всю книгу; хотя если последовательно выстроить логику Н. Ф. Жирова, он как данность принимает мистическое утверждение, что всё человечество и его культура произошли из Атлантиды. Раздражение А. И. Рыбина вызывала субъективистская манера изложения Н. Ф. Жирова, изобилующая конструкциями «мы считаем», «мы полагаем», «нам кажется». Научный редактор Д. Г. Панов в предисловии не скрывал, что Жиров верит в Атлантиду, и сам автор называет существование Атлантиды постулатом, то есть тем, что принимается без доказательства. Поскольку книга посвящена гипотезе Атлантиды, образуется логический круг: допускается существование того, что требуется доказать. Как и любой псевдоучёный, Жиров нападает на скептиков и критиков, обвиняя их в «узкой односторонности», игнорировании фактов, гиперкритике и консерватизме, предвзятости. При этом Николай Феодосьевич не выдумывал фактов, обращая внимание только на те сведения, которые подтверждали его постулат, что и обусловливало некритическое отношение к устраивающим его источникам. А. И. Рыбин отдельно упомянул, что на его собственные рецензии 1960-х годов Жиров так и не ответил.
В 1990-е годы писатель В. И. Щербаков создал и возглавил «Московский клуб тайн», вице-президентом которого был журналист А. А. Воронин. В 1999—2002 годах клуб издал три выпуска альманаха «Атлантида: проблемы, поиски, гипотезы», имевшего пёстрое содержание, касающееся разных мифических предметов. В рамках этого альманаха было провозглашено существование Музея Атлантиды имени Н. Ф. Жирова, располагающего библиотекой и коллекцией некоторых вещей и фотографий Николая Феодосьевича. В 2003 году под эгидой Института океанологии РАН было создано «Русское общество по изучению проблем Атлантиды» (РОИПА), главой которого до своей кончины в 2012 году являлся А. А. Воронин (далее им стал Г. Ф. Нефедьев). РОИПА преимущественно занимается «доказательством» существования мифических цивилизаций. Общество сотрудничает с издательством «Вече», публикуя серию «Библиотека Атлантиды», открытой переизданием «Атлантиды» в редакции 1964 года. А. В. Банников характеризует деятельность участников этой организации как «эзотерический русский атлантизм». По своему уставу РОИПА более напоминает секту или масонскую ложу, требуя от своих членов «беззаветного служения делу и слову Платона, неиссякаемой веры в реальность Атлантиды». Адепты РОИПА являются «атлантоманами», занятыми «абсурдным смешением мифологии с библейскими рассказами, и соответствующим образом интерпретированными археологическими находками и вырванными из контекста и часто неверно истолкованными сообщениями древних историков».
Между 1973—1984 годами ряд советских океанографических экспедиций в Атлантике исследовал, помимо всего прочего, некие геометрически правильные структуры на вершине подводной горы Ампер в 400 км к западу от Гибралтара. Взятые геологические образцы не свидетельствовали о какой-либо человеческой деятельности, а обнаруженные «стены» являются естественными образованиями — базальтом вулканического происхождения. С момента выхода книги Н. Ф. Жирова советские океанологи обследовали все основные места атлантической локации Атлантиды. Историк А. В. Банников констатировал, что достигнутый океанологией и геологией морского дна научный уровень (и полученные опытным путём доказательства) «выносит смертный приговор так и не состоявшейся научной дисциплине», апологетом которой был Н. Ф. Жиров: у этой дисциплины отсутствует предмет исследования.

## Атлантологические публикации Н. Ф. Жирова

### Брошюры и монографии
- Жиров Н. Ф. Атлантида. — Москва : Географгиз, 1957. — 120 с. — 20 000 экз.
- Жиров Н. Ф. Атлантида : основные проблемы атлантологии / Науч. ред. Д. Г. Панов. — Москва : Изд. социально-экономической литературы «Мысль», 1964. — 431 с. — (Географическая серия). — 12 000 экз.
  - Jirov N. F. Atlantida : probleme fundamentale ale atlantologiei :  [рум.] / În româneşte de Îrina Andreescu ; Îngrijire ştiinţifică, note şi pref. de prof. univ. dr. docent Radu Nulpe ; Notele de geologie de ing. Lorin Radu Contescu. — Bucureşti : Ed. ştiinţifică, 1967. — 527 с.
  - Жиров Н. Ф. Основные проблемы атлантологии / Пред. А. Городницкий; А. Воронин. — Москва : Вече, 2004. — 512 с. — (Атлантида : Мегапроект — Terra incognita). — 5000 экз. — ISBN 5-9533-0233-9.
- Жиров Н. Ф. Был ли всемирный потоп? // Разум против стихии / А. Л. Кац, Н. Ф. Жиров. — Москва : Знание, 1968. — С. 35—46. — 47 с. — (Новое в жизни, науке, технике. Серия «Естествознание и религия»).
- Zhirov N. Th. Atlantis; Atlantology: basic problems / Tr. from the Russian by David Skvirsky; Editor's Forevord by Professor D. G. Panov. — Moscow : Progress Publishers, 1970. — 437,[3] с.
  - Zhirov N. Atlantis. Atlantology : Basic Problems : Reprinted from the 1970 edition. — Honolulu : University Press of the Pacific, 2001. — 444 p. — ISBN 0-89875-591-3.

### Статьи

#### Дискуссия в «Техника — молодёжи»
- Существовала ли Атлантида? : [В. Я. Брюсов. Записи мудреца Солона; Брюсов согласен с Платоном; Н. Ф. Жиров. Что говорит океанология?] // Техника — молодёжи : Ежемесячный популярный производственно-технический и научный журнал ЦК ВЛКСМ. — 1956. — № 9 (сентябрь). — С. 27—30.
- Существовала ли Атлантида? : [Н. Ф. Жиров. Что говорит океанология?] // Техника — молодёжи : Ежемесячный популярный производственно-технический и научный журнал ЦК ВЛКСМ. — 1956. — № 10 (октябрь). — С. 22—24.
- Существовала ли Атлантида? : [Интервью с И. А. Ефремовым] // Техника — молодёжи : Ежемесячный популярный производственно-технический и научный журнал ЦК ВЛКСМ. — 1956. — № 11 (ноябрь). — С. 22—25.
- Существовала ли Атлантида? : [Интервью с И. А. Ефремовым (окончание); Хагемейстер Е. Ф. Удивительное сходство дат геологической истории Атлантиды с новейшими данными о ледниковом периоде; Ветчинкин Н. С. Отчего погибла Атлантида?; Плам М. Я. Атлантида не погибла!] // Техника — молодёжи : Ежемесячный популярный производственно-технический и научный журнал ЦК ВЛКСМ. — 1956. — № 12 (декабрь). — С. 16—19.

#### Альманах «На суше и на море»
- Жиров Н. Загадки древних культур (статья) // На суше и на море. 1960 : Повести, рассказы, очерки / Сост. М. Долинов. — М. : Географгиз, 1960. — С. 530—544. — 552 с. — (Путешествия. Приключения. Фантастика). — 90 000 экз.
- Жиров Н. Загадка Зимбабве (очерк, иллюстрация А. Голицына // На суше и на море. 1961 : Повести, рассказы, очерки. — М. : Географгиз, 1961. — С. 524—526. — 544 с. — (Путешествия. Приключения. Фантастика). — 50 000 экз.
- Жиров Н. Об атмосфере Марса (очерк) // На суше и на море. 1962 : Повести, рассказы, очерки. — М. : Географгиз, 1962. — С. 610—620. — 648 с. — (Путешествия. Приключения. Фантастика). — 99 000 экз.
- Жиров Н. Нанматал — Венеция Тихого океана (очерк) // На суше и на море. 1965 : Повести, рассказы, очерки, статьи / Сост. Г. Кубанский. — М. : Мысль, 1965. — С. 606—617. — 648 с. — (Путешествия. Приключения. Фантастик). — 105 000 экз.
- Жиров Н. Забытые острова // На суше и на море. 1967—1968 / Сост.: Н. Я. Болотников. — М. : Мысль, 1968. — С. 557—558. — 560 с. — 60 000 экз.
- Жиров Н. Где была прародина древних шумеров? (очерк) // На суше и на море. 1971 / Сост.: Н. Я. Болотников. — М. : Мысль, 1971. — С. 664—665. — 672 с. — (Путешествия. Приключения. Фантастика. Факты. Догадки). — 150 000 экз.

#### Дискуссия в «Земле и Вселенной»
- Ильин А. В. Тонула ли Атлантида? : [Рец.: Жиров Н. Ф. Атлантида. Основные проблемы атлантологии. М., 1964] // Земля и Вселенная : Научно-популярный журнал Академии наук СССР. — 1965. — № 3. — С. 94—95.
- Жиров Н. Ф., Ильин А. В., Леонтьев О. К. Дискуссии, гипотезы, предположения: Тонула ли Атлантида? // Земля и Вселенная : Научно-популярный журнал Академии наук СССР. — 1966. — № 2. — С. 57—61.

#### ЖурналAtlantis
- Zhirov N. Th. The Cosmic Ice Theory Brought Up To Date :  [англ.] // Atlantis : The Organ of the Research Centre Group / Ed. by Egerton Sykes. — 1957. — Vol. 10, no. 6 (September). — P. 113—117. — В этом же номере помещена рецензия Э. Сайкса на «Атлантиду» 1957 года.
- A Letter from Dr. Zhirov; Short contents of the book “Atlantis" ("Atlantida") by N. Th. Zhirov :  [англ.] // Atlantis : The Organ of the Research Centre Group / Ed. by Egerton Sykes. — 1957. — Vol. 11, no. 1. — P. 9—17.
- Zhirov N. Th. The Cosmic Ice Theory Brought Up To Date (Conclusion) :  [англ.] // Atlantis : The Organ of the Research Centre Group / Ed. by Egerton Sykes. — 1958. — Vol. 11, no. 1 (January). — P. 28—30.
- Zhirov N. Th. Death of Madam Catherine Hagemeister the distinguished Atlantologist; Some Remarks On “Masma Culture” By P. Allan :  [англ.] // Atlantis : The Organ of the Research Centre Group / Ed. by Egerton Sykes. — 1958. — Vol. 11, no. 3 (March). — P. 45—47.
- An Open Letter from Dr. Zhirov To All Atlanthologist; Odisseus, the Argonauts and Atlantis (part I) :  [англ.] // Atlantis : The Organ of the Research Centre Group / Ed. by Egerton Sykes. — 1958. — Vol. 11, no. 6. — P. 104—106, 112—115.
- Zhirov N. Th. Odisseus, the Argonauts and Atlantis (Part II: Conclusion) :  [англ.] // Atlantis : The Organ of the Research Centre Group / Ed. by Egerton Sykes. — 1958. — Vol. 12, no. 1. — P. 6—10.
- Zhirov N. Th. Book notes: [Zagadki Materikov i Okeanov (Mysteries of Continents and Oceans) by S. V. Uzin] :  [англ.] // Atlantis : The Organ of the Research Centre Group / Ed. by Egerton Sykes. — 1959. — Vol. 12, no. 2. — P. 38—39.
- Zhirov Th. The Demortier Theory of the Cosmic Catastrophe :  [англ.] // Atlantis : The Organ of the Research Centre Group / Ed. by Egerton Sykes. — 1959. — Vol. 12, no. 4. — P. 72—74.
- Zhirov N. Th. The Topography of the Atlantis of Plato; The Two Ethiopias :  [англ.] // Atlantis : The Organ of the Research Centre Group / Ed. by Egerton Sykes. — 1959. — Vol. 12, no. 5. — P. 88—90.
- Zhirov N. Th. Scientific Atlantology, Its Paths and Problem : Translated by E. Cordasco // Atlantis : The Organ of the Research Centre Group / Ed. by Egerton Sykes. — 1959. — Vol. 12, no. 6. — P. 103—113.
- Zhirov N. Carolina Bays and Atlantis :  [англ.] // Atlantis : The Organ of the Research Centre Group / Ed. by Egerton Sykes. — 1959. — Vol. 13, no. 1. — P. 10—15.
- Zhirov N. Erytheia, Tartessos and Atlantis; News from USSR :  [англ.] // Atlantis : The Organ of the Research Centre Group / Ed. by Egerton Sykes. — 1960. — Vol. 13, no. 3 (April). — P. 58—59.
- Zhirov N. Life on Mars : Translated by J. Godlewski :  [англ.] // Atlantis : The Organ of the Research Centre Group / Ed. by Egerton Sykes. — 1960. — Vol. 13, no. 5 (August). — P. 82—99.
- Zhirov N. Th. Could Ice Meteorites Account for some ot the Stories  of Flying Saucers? :  [англ.] // Atlantis : The Organ of the Research Centre Group / Ed. by Egerton Sykes. — 1960. — Vol. 6, no. 13. — P. 77.
- Zhirov N. Th. The Geological History Of Atlantis by Dr. N.Th. Zhirov. Atlantis Notes From Soviet Russia : Translated by Mrs. E. Cordesco :  [англ.] // Atlantis : The Organ of the Research Centre Group / Ed. by Egerton Sykes. — 1961. — Vol. 14, no. 3. — P. 42—60.
- Zhirov N. Th. A critical analysis of the material culture of Plato’s Atlantis // Atlantis : The Organ of the Research Centre Group / Ed. by Egerton Sykes. — 1962. — Vol. 15. — P. 3—5.
- Zhirov N. Th. Chronological data of interest for atlantology // Atlantis : The Organ of the Research Centre Group / Ed. by Egerton Sykes. — 1962. — Vol. 15. — P. 23—27.
- Zhirov N. Th. Comments on «The Fortunate Isles» // Atlantis : The Organ of the Research Centre Group / Ed. by Egerton Sykes. — 1963. — Vol. 16. — P. 88—89.

### Прочее
- Н. Ф. Жиров. Послесловие // Артур Конан-Дойль. Маракотова бездна (роман) / перевод Е. Толкачёва. — М. : Государственное издательство географической литературы, 1957. — С. 82—86. — 88 с. — (Путешествия. Приключения. Фантастика).
- Зайдлер Л.[пол.]. Атлантида / Пер. с польск. В. С. Кулеши и В. Л. Шибаева. Под ред. д-ра хим. наук Н. Ф. Жирова ; Послесл. д-ра геогр. наук проф. О. К. Леонтьева. — Москва : Мир, 1966. — 344 с.
- Жиров Н. Ф. Приложение: Проблема Атлантиды и Атлантика // Кондратов А. М. Тайны трех океанов / Научные редакторы: д-р геол.-минерал. наук Г. С. Ганешин, д-р хим. наук Н. Ф. Жиров. — Л. : Гидрометеоиздат, 1971. — С. 228—241. — 245 с.